# CCXP Awards
CCXP Awards (le nom est à l'origine en anglais) est un prix brésilien dédié à divers aspects de la culture pop, tels que le cinéma, les séries télévisées, les bandes dessinées, les jeux vidéo, les esports et la littérature. Le prix est organisé par CCXP, un événement de culture pop qui se déroule depuis 2014 à São Paulo. La création des CCXP Awards a été annoncée lors de l'édition 2021 des CCXP et le format de sa première édition a été annoncé en mars 2022, avec un total de 32 prix, répartis en six catégories avec plusieurs sous-catégories,.
Le projet de prix était prêt depuis 2020, mais en raison de la pandémie de COVID-19, il a été reporté jusqu'à ce qu'il puisse être réalisé en personne (CCXP lui-même n'a eu lieu que virtuellement en 2020 et 2021, revenant en personne en 2022). Le format du prix et de la cérémonie s'inspire du modèle d'événements tels que les Oscars, le Festival de Cannes et les Game Awards, avec un gala, la présence de célébrités, des concerts, des hommages posthumes et une présentation par une personnalité bien connue,,.
À partir des candidatures, un jury composé d'artistes, de producteurs, de développeurs, de joueurs, de créateurs et de journalistes liés à l'industrie du divertissement définit jusqu'à dix nommés par sous-catégorie. Après cela, un vote populaire, accompagné des votes d'un jury technique, a lieu pour sélectionner jusqu'à cinq finalistes. Enfin, un nouveau vote populaire et le Jury Technique définissent les vainqueurs, qui remportent le trophée Gloria (inspiré d'un dragon, l'un des principaux symboles de la culture pop),,.
En plus des 32 gagnants, il y a aussi des prix spéciaux : Fandom de l'année, Professionnel de l'année (endémique et non endémique) et Grand Prix (prix principal, décerné au gagnant qui a reçu le plus de votes parmi toutes les catégories). De plus, cinq noms sont honorés, étant choisis pour faire partie du Hall da Fama da Cultura Pop (Temple de la renommée de la culture pop),,.